# Panoz LMP07
Chronologie des modèles
Panoz LMP01
La Panoz LMP07 est une voiture de course développé par le constructeur américain Panoz. Elle est homologuée pour courir dans la catégorie LMP1 (nommée LMP900 à l'époque, pour 900 kg) de l'Automobile Club de l'Ouest.

## Histoire en compétition
Lors des 24 Heures du Mans 2001, les deux Panoz LMP07 abandonnent à la neuvième heure de course, sans avoir été dans coup.
Un mois, plus tard, au mois de juillet, de retour à l’ancien modèle à moteur 6 litres, l'équipe américaine remporte les manches de Portland et Mid-Ohio. David Brabham s'exprime sur le pilotage paradoxal de sa monture : « La 07 avait un gros déficit d'appui et son châssis n’était pas suffisamment rigide en torsion. Mais bizarrement sur piste humide, ce défaut se transformait en avantage et elle devenait très efficace »,.